# Calliopsis bernardinensis
Calliopsis bernardinensis är en biart som beskrevs av Michener 1937. Calliopsis bernardinensis ingår i släktet Calliopsis och familjen grävbin. Inga underarter finns listade.